# GNU Core Utilities
GNU Core Utilities nebo též coreutils je balík softwaru z projektu GNU, obsahující mnoho základních nástrojů, jako jsou cat, ls a rm, pro unixové operační systémy. Jde o kombinaci řady dřívějších balíků, například textutils, shellutils, a fileutils, společně s různými dalšími utilitami.

## Schopnosti GNU coreutils
GNU Core Utilities podporují dlouhé volby (např. --ignore-case místo -i) jako parametry příkazové řádky, stejně tak (pokud není nastavena proměnná prostředí POSIXLY_CORRECT) volnější konvenci povolující umístit tyto volby i za běžné argumenty. Pozor na to, že tato proměnná prostředí má v systémech BSD jinou funkci.
Protože filosofie GNU navíc přesouvá informace z manuálových stránek (a používá nástroje jako je info), informace o použití jednotlivých příkazů jsou rozsáhlejší.
Bohužel ani poslední vydaná verze coreutils (8.32) nepodporuje správně vícebajtová kódování, jako je UTF-8. Například výstup příkazu echo "abcабв" | tr [:lower:] [:upper:] v národním prostředí ru_RU.UTF-8 by mělo vypadat takto: ABCАБВ. Ovšem s GNU coreutils je výsledkem toto: ABCабв. Tedy tr funguje dobře s ASCII částí řetězce, ale selhává na Unicode znacích абв.

## Programy obsažené v coreutils
| Souborové utility | Souborové utility                                                                                               |
| ----------------- | --- |
| chgrp             | Mění příslušnost souboru ke skupině                                                                             |
| chown             | Mění vlastníka souboru                                                                                          |
| chmod             | Mění přístupová práva k souboru nebo adresáři                                                                   |
| cp                | Kopíruje soubor nebo adresář                                                                                    |
| dd                | Kopíruje a konvertuje soubor                                                                                    |
| df                | Ukazuje volný diskový prostor v souborových systémech                                                           |
| dir               | Chová se přesně jako "ls -C -b". (Soubory jsou ve výchozí podobě zobrazeny ve sloupcích a seřazeny vertikálně.) |
| dircolors         | Nastavuje barvy pro ls                                                                                          |
| install           | Kopíruje soubory a nastavuje atributy                                                                           |
| ln                | Vytváří odkaz na soubor                                                                                         |
| ls                | Vypisuje soubory v adresáři                                                                                     |
| mkdir             | Vytváří adresář                                                                                                 |
| mkfifo            | Vytváří pojmenovanou rouru (FIFO)                                                                               |
| mknod             | Vytváří speciální soubor pro blokové nebo znakové zařízení                                                      |
| mv                | Přesouvá nebo přejmenovává soubor                                                                               |
| rm                | Odstraňuje (maže) soubory                                                                                       |
| rmdir             | Odstraňuje prázdné adresáře                                                                                     |
| shred             | Přepisuje obsah souboru (aby skryl jeho původní obsah) a volitelně soubor také odstraňuje                       |
| sync              | Synchronizuje na disk data v bufferech souborového systému                                                      |
| touch             | Mění časová razítka souboru                                                                                     |
| vdir              | Chová se přesně stejně jako "ls -l -b". (Soubory jsou ve výchozí podobě vypisovány v dlouhém formátu.)          |
| Textové utility   | |
| cat               | Spojuje soubory a vypisuje je na standardní výstup                                                              |
| cksum             | Počítá kontrolní součet a počet bajtů souboru                                                                   |
| comm              | Porovnává dva seřazené soubory řádek po řádku                                                                   |
| csplit            | Dělí soubor do částí určených kontextovými řádky                                                                |
| cut               | Odstraňuje části každého řádku v souborech                                                                      |
| expand            | Konvertuje tabulátory na mezery                                                                                 |
| fmt               | Jednoduchý optimální formátovač textu                                                                           |
| fold              | Láme každý vstupní řádek na specifikovanou šířku                                                                |
| head              | Posílá na výstup počáteční část souboru                                                                         |
| join              | Spojuje dva soubory podle společného pole                                                                       |
| md5sum            | Počítá a kontroluje hash MD5                                                                                    |
| nl                | Zjišťuje počet řádků v souborech                                                                                |
| od                | Vypisuje soubory v oktalových nebo jiných formátech                                                             |
| paste             | Slučuje řádky souborů                                                                                           |
| ptx               | Vytváří permutovaný rejstřík slov v souboru                                                                     |
| pr                | Konvertuje textové soubory pro tisk                                                                             |
| sha1sum           | Počítá a kontroluje hash SHA1                                                                                   |
| sort              | Řadí řádky textových souborů                                                                                    |
| split             | Dělí soubor na části                                                                                            |
| sum               | Počítá kontrolní součet a počet bloků v souboru                                                                 |
| tac               | Spojuje a vypisuje soubory obráceně                                                                             |
| tail              | Posílá na výstup závěrečnou část souboru                                                                        |
| tr                | Překládá (nahrazuje) nebo maže znaky                                                                            |
| tsort             | Provádí topologické řazení                                                                                      |
| unexpand          | Konvertuje mezery na tabulátory                                                                                 |
| uniq              | Odstraňuje v seřazeném souboru zdvojené řádky                                                                   |
| wc                | Vypisuje počet bajtů, slov a řádků v souborech                                                                  |
| Shellové utility  | |
| basename          | Z dané cesty k souboru odstraňuje prefix                                                                        |
| chroot            | Mění kořenový adresář                                                                                           |
| date              | Vypisuje/nastavuje systémové datum a čas                                                                        |
| dirname           | Pro danou cestu k souboru vypisuje bázový adresář                                                               |
| du                | Ukazuje využití diskového prostoru soubory                                                                      |
| echo              | Zobrazuje specifikovaný řádek textu                                                                             |
| env               | Zobrazuje a mění proměnné prostředí                                                                             |
| expr              | Vyhodnocuje výrazy                                                                                              |
| factor            | Provádí rozklad na prvočísla                                                                                    |
| false             | Nedělá nic, ale končí neúspěšně                                                                                 |
| groups            | Vypisuje, kterých skupin je uživatel členem                                                                     |
| hostid            | Vypisuje číselný identifikátor počítače                                                                         |
| id                | Vypisuje reálné/efektivní identifikátory uživatele a skupiny                                                    |
| link              | Vytváří pevný odkaz (hardlink) na soubor                                                                        |
| logname           | Vypisuje přihlašovací jméno uživatele                                                                           |
| nice              | Mění prioritu plánování procesu                                                                                 |
| nohup             | Umožňuje, aby příkaz běžel dál i po odhlášení uživatele                                                         |
| pathchk           | Kontroluje, zda jsou názvy souborů platné a přenositelné                                                        |
| pinky             | Odlehčená verze protokolu finger                                                                                |
| printenv          | Vypisuje proměnné prostředí                                                                                     |
| printf            | Formátuje a vypisuje data                                                                                       |
| pwd               | Vypisuje aktuální pracovní adresář                                                                              |
| readlink          | Vypisuje cíl symbolického odkazu                                                                                |
| seq               | Vypisuje sekvenci čísel                                                                                         |
| sleep             | Čeká po stanovenou dobu                                                                                         |
| stat              | Zjišťuje užitečné informace o souboru                                                                           |
| stty              | Mění a vypisuje nastavení terminálu                                                                             |
| tee               | Posílá výstup do více souborů                                                                                   |
| test              | Testuje výraz                                                                                                   |
| true              | Nedělá nic, ale končí úspěšně                                                                                   |
| tty               | Vypisuje název terminálu                                                                                        |
| uname             | Vypisuje informace o systému                                                                                    |
| unlink            | Odstraňuje specifikovaný soubor pomocí funkce unlink                                                            |
| users             | Vypisuje jména uživatelů, kteří jsou aktuálně přihlášeni na tento počítač                                       |
| who               | Vypisuje seznam všech aktuálně přihlášených uživatelů                                                           |
| whoami            | Vypisuje efektivní ID uživatele                                                                                 |
| yes               | Opakovaně vypisuje řetězec                                                                                      |
| Jiné utility      | |
| [                 | Synonymum pro test, tento program povoluje výrazy jako [ expression ].                                          |